# Fährstraße 20/21 (Stralsund)

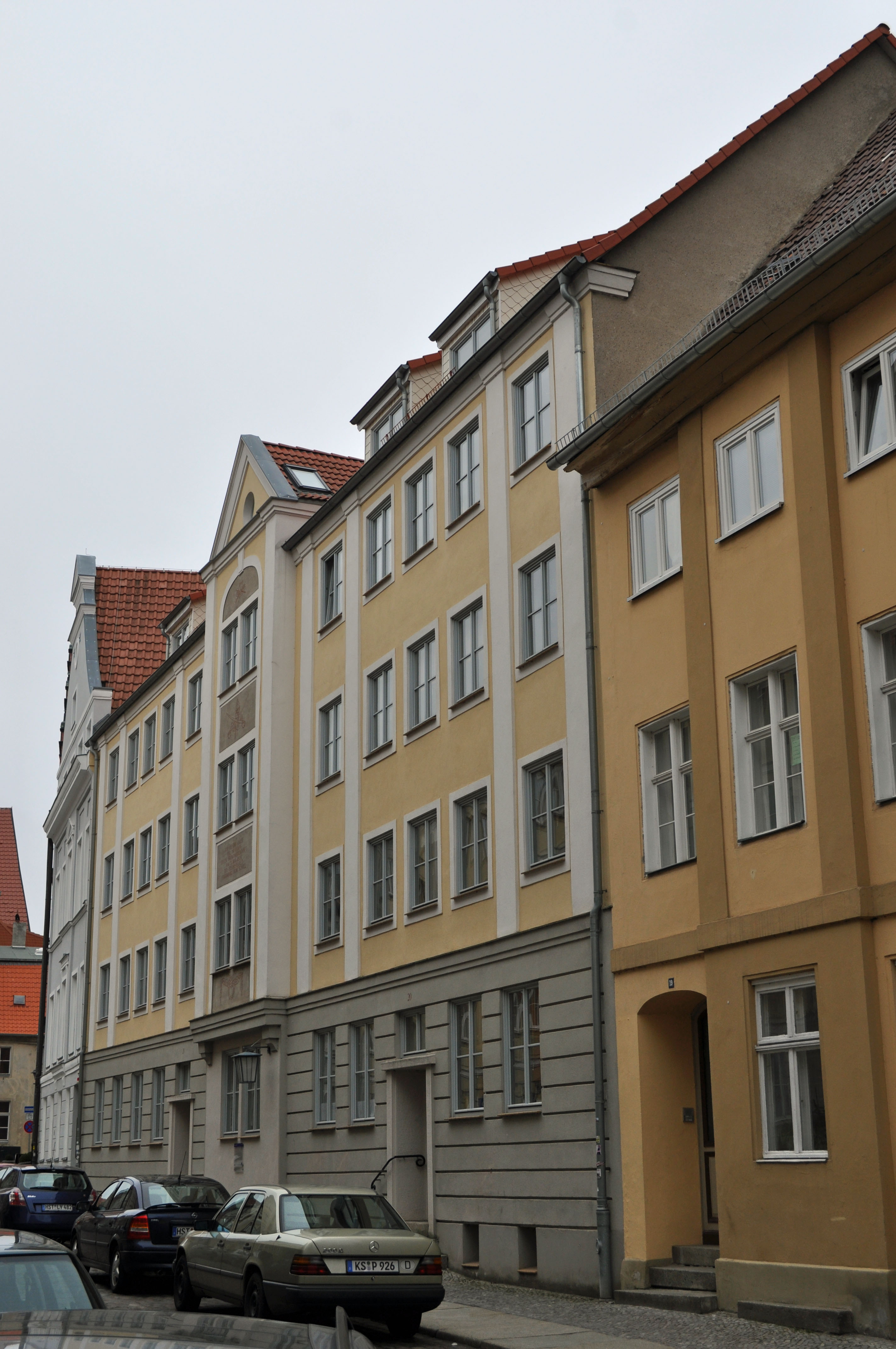
Haus Fährstraße 20/21 in Stralsund (2012)

Das Gebäude mit der postalischen Adresse Fährstraße 20/21 ist ein denkmalgeschütztes Bauwerk in der Fährstraße in Stralsund.

## Beschreibung, Geschichte
Das verputzte, viergeschossige und zwölfachsige, traufständige Haus wurde im Jahr 1952 anstelle von beim Bombenangriff auf Stralsund am 6. Oktober 1944 zerstörten Gebäuden errichtet. Weil es als Lückenbebauung zwischen den erhaltenen historischen Gebäuden entstand, wurde es vom Denkmalamt im Jahr 2001 als Einzeldenkmal festgelegt, obwohl es erst knapp 50 Jahre alt ist. In die Liste der Baudenkmale in Stralsund ist es mit der Nummer 171 eingetragen.
Die Verwaltungsgesellschaft (BIG Bauen + Wohnen GmbH) hat alle Wohnungen des Hauses bei der Sanierung auch auf modernste Anforderungen umgerüstet, unter anderem erhielten sie Balkons. Der neu gestaltete Innenhof wurde begrünt.
Die Fassade ist schlicht gehalten und symmetrisch gegliedert. Die beiden mittleren Achsen sind hervorgehoben und oberhalb des Erdgeschosses als Erker ausgebildet; ein Dreiecksgiebel schließt die Achsen ab. An der Fassade befindet sich eine Informationstafel, die auf das Baudenkmal verweist und auch auf die Gedenkplatte für Ferdinand von Schill, die auf dem   Gehweg eingelassen ist. Schill ist hier am 31. Mai 1809 im Kampf gestorben (siehe Schill-Denkmal). Am Haus weist zusätzlich eine Inschrift in Majuskeln darauf hin:
Das Haus steht im Kerngebiet des von der UNESCO als Weltkulturerbe anerkannten Stadtgebietes des Kulturgutes Historische Altstädte Stralsund und Wismar.